# Islam aux Philippines

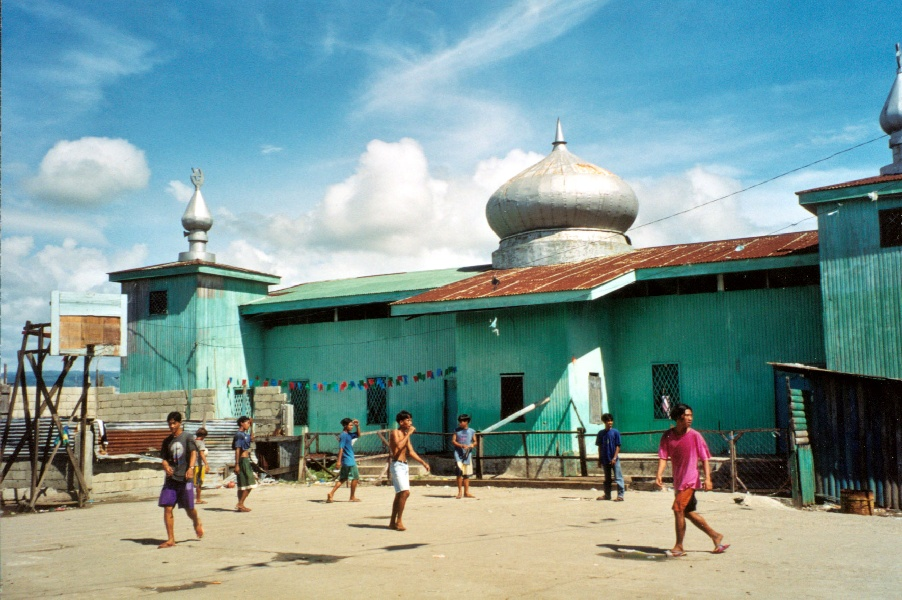
La mosquée de Basilan.

L'Islam aux Philippines a atteint les îles du Sud à la fin du XIVe siècle et s’est étendu à toutes les Philippines jusqu’au XVIe siècle. Aujourd’hui, l’islam est surtout présent à Mindanao et à l’archipel de Sulu. Le recensement de 2020 mené par l'Autorité philippine des statistiques a révélé que 6,4 % (6 981 710) des Philippins étaient musulmans. Cependant, il a été rapporté en 2004 que certains groupes musulmans affirmaient que le nombre exact se situait entre huit et douze pour cent.

## Histoire

### Progression de l'islam
Des commerçants et des missionnaires musulmans venus de Malaisie et d’Indonésie ont importé l’islam aux Philippines. L'islamisation des îles par la puissance des Indiens musulmans de l'époque est aussi à prendre en considération.
En 1380, l’arabe Sarif Maqdum arriva à Mindanao comme missionnaire musulman. Il prépara le chemin pour Raja Baginda, qui rassembla toutes les îles de Jolo en une annexion malaise par des colons malais. Le reste des conquérants malais fonda un sultanat dans le Sud, à Mindanao, contribuant ainsi à la présence d'un islam dominant, que les vieilles coutumes locales toléraient pourtant largement avant. L’un de ces chefs musulmans, Shariff Mohammed Kabungsuwan, de Johor en Malaisie, membre de la maison royale de Malacca, atteint au milieu du XVe siècle l’état central de Mindanao. Là-bas, il épousa une princesse autochtone et fonda en 1475 le sultanat de Maguindanao. Il commença alors à étendre le domaine de sa souveraineté dans les environs. 
À cette époque, des Malais musulmans fondèrent également le Raja Sulayman, une forteresse à l’embouchure du fleuve Pasig, à Manille. Cette forteresse provenait de Brunei, dirigée par Raja Muda, qui était l'un des gendres du sultan de Brunei qui régnait alors, Abdul Kahar. Bien que l’islam s’étendît alors jusqu'à Luçon, l’animisme resta longtemps la religion dominante des îles des Philippines. Les colons musulmans conduisirent dans leur zone d’influence une politique de structuration en un seul état territorial, qui fut régi par des Rajas ou des sultans. Les dates concernant les chefs les plus importants furent consignées. Pourtant, ni la conception d’un état politique unifié, ni une stratégie contrôlée de partage des territoires comme chez les paysans sédentaires de Luçon ne purent faire s’étendre l’islam au-delà de la région où il s’était établi.

### Pendant la période de missions catholiques
Quand les Espagnols atteignirent les îles des Philippines au XVIe siècle, la majorité des environ 500 000 habitants des colonies correspondaient à des Baranggays. Dans le Sud des Philippines, l’islam était au point de prendre racine plus profondément, de sorte que les musulmans locaux, qui furent appelés des Maures par les Espagnols, ne purent être jamais complètement assujettis. Les Espagnols estimèrent en 1625 qu’environ 100 000 Maures vivaient à Mindanao, soit 12 % de la population totale. De même, les montagnards du Nord de Luçon, appelés Igorots, se tournèrent vers le christianisme.

## Les musulmans philippins
Dans les années 1950, une immigration systématique vers Mindanao des colons de la région centrale de Manille fut encouragée. Les habitants musulmans devinrent alors une minorité dans leur territoire d’origine. 
L’appartenance religieuse de la population philippine a été établie en 2000 à 20.2 % de musulmans. En comparaison au reste des îles des Philippines, la proportion de musulmans dans la population de Mindanao est spécialement élevée : presque un tiers.